# Cynometra portoricensis
Cynometra portoricensis là một loài thực vật có hoa trong họ Đậu. Loài này được Krug & Urb. miêu tả khoa học đầu tiên.